# 31 Batalion Celny

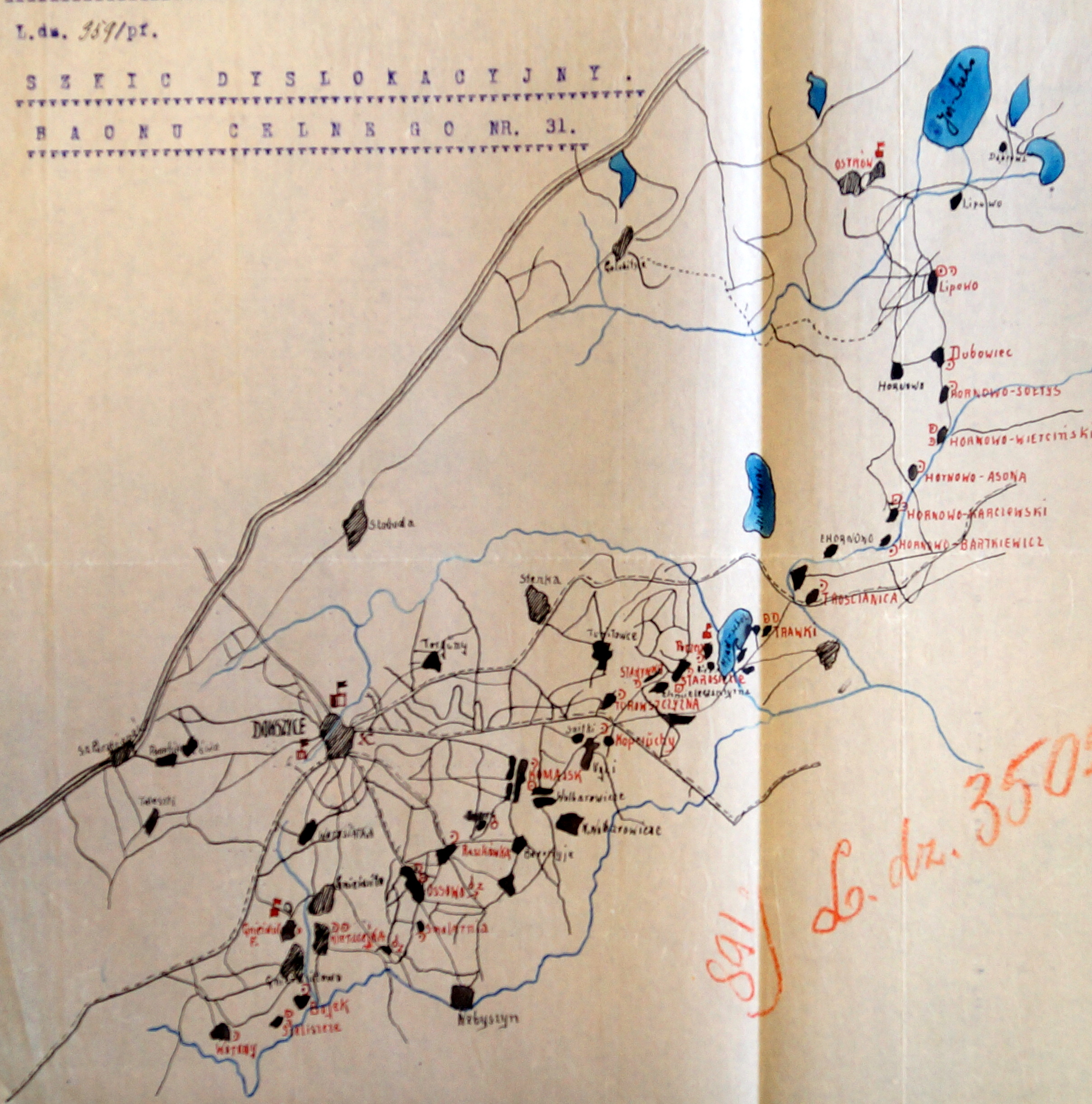
Szkic rozmieszczenia pododdziałów 31 batalionu celnego „Dokszyce”

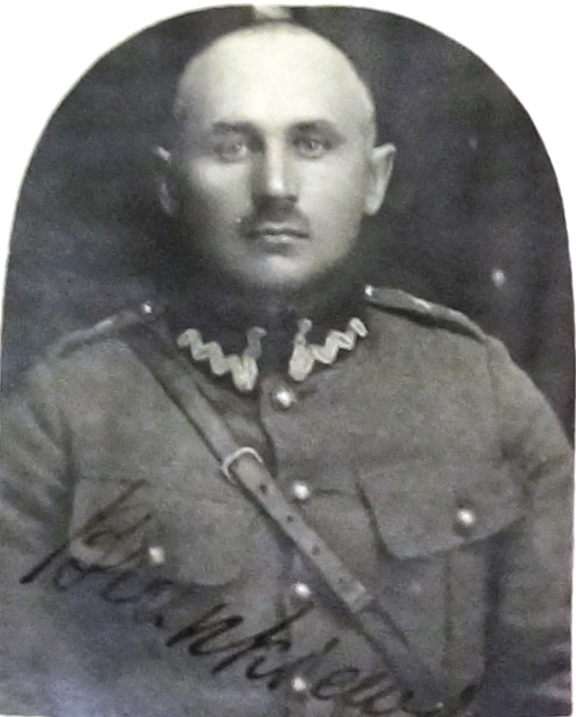
por. Antoni Brankiewicz

31 Batalion Celny – jednostka organizacyjna formacji granicznych II Rzeczypospolitej.

## Formowanie i zmiany organizacyjne
Na podstawie rozkazu Ministra Spraw Wojskowych L.7300/Mob. z dnia 9 czerwca 1921 w miejsce batalionów etapowych utworzone zostały bataliony celne. 31 batalion celny powstał w obszarze 2 Armii, a zorganizowano go na bazie II i IV Krakowskiego batalionu etapowego. Etat batalionu wynosił 14 oficerów i 600 szeregowych. Podlegał Ministerstwu Spraw Wewnętrznych.
Mimo że batalion był w całym tego słowa znaczeniu oddziałem wojskowym, nie wchodził on w skład pokojowego etatu armii. Uniemożliwiało to uzupełnianie z normalnego poboru rekruta. Ministerstwo Spraw Wojskowych zarówno przy ich formowaniu, jak i uzupełnianiu przydzielało mu często żołnierzy podlegających zwolnieniu, oficerów rezerwy oraz szeregowców i oficerów zakwalifikowanych przez dowództwa okręgów generalnych jako nie nadających się do dalszej służby wojskowej.
W listopadzie 1921 Ministerstwo Spraw Wewnętrznych postanowiło powołać brygady celne. 31 batalion celny znalazł się w strukturze 8 Brygady Celnej.
Wykonując postanowienia uchwały Rady Ministrów z 23 maja 1922, Minister Spraw Wewnętrznych rozkazem z 9 listopada 1922 zmienił nazwę „Baony Celne” na „Straż Graniczna”. Wprowadził jednocześnie w formacji nową organizację wewnętrzną. 31 batalion celny przemianowany został na 31 batalion Straży Granicznej.

## Służba celna
Odcinek batalionowy podzielony był na cztery pododcinki, które obsadzały kompanie wystawiające posterunki i patrole. Posterunki wystawiano wzdłuż linii granicznej w taki sposób, by mogły się nawzajem widzieć w dzień. W tym zakresie batalion współpracował z posterunkami i patrolami Policji Państwowej. Współpraca polegała na tym, że te pierwsze wystawiały wzdłuż linii granicznej stale posterunki i patrole, natomiast policja tworzyła je w głębi strefy, poza linią graniczną. W zakresie ochrony granicy batalion podlegał staroście.
Sąsiednie bataliony
- 30 batalion celny ⇔ 27 batalion celny – IX 1921
- 44 batalion celny ⇔ 27 batalion celny – XII 1921[10]

## Kadra batalionu
Dowódcy batalionu
| stopień | imię i nazwisko            | okres pełnienia służby | kolejne stanowisko |
| ------- | -------------------------- | ---------------------- | ------------------ |
| mjr     | Zygmunt Wiktor Parfanowicz | IX 1921 – VII 1922     |                    |
| rtm.    | Edward Drzniewicz          | VIII – X 1922          |                    |

## Struktura organizacyjna
| OdeB 31 batalionu celnego w Dokszycach na dzień 6 października 1922 | OdeB 31 batalionu celnego w Dokszycach na dzień 6 października 1922 | OdeB 31 batalionu celnego w Dokszycach na dzień 6 października 1922 | OdeB 31 batalionu celnego w Dokszycach na dzień 6 października 1922 | OdeB 31 batalionu celnego w Dokszycach na dzień 6 października 1922 |
| kompanie                                                            | 1. Gnieździłowo                                                     | 2. Dokszyce                                                         | 3. Porzecze                                                         | 4. Olesiowo                                                         |
| ------------------------------------------------------------------- | ------------------------------------------------------------------- | ------------------------------------------------------------------- | ------------------------------------------------------------------- | ------------------------------------------------------------------- |
| dowódcy                                                             | por. Bogusław Wadołkowski                                           | por. Witold Sielicki                                                | por. Antoni Brankiewicz                                             | kpt. Józef Piwiński                                                 |
| placówki                                                            | Worony                                                              | w rezerwie                                                          | Komajsk                                                             | Hornowo-Bartkiewicz                                                 |
| placówki                                                            | Sieliszcze                                                          | w rezerwie                                                          | Kopciuchy                                                           | Hornowo-Karczewski                                                  |
| placówki                                                            | Bujek                                                               | w rezerwie                                                          | Turowszczyzna                                                       | Hornowo-Asona                                                       |
| placówki                                                            | Wieraciejka                                                         | w rezerwie                                                          | Starynka                                                            | Hornowo-Wierciński                                                  |
| placówki                                                            | ziemianka                                                           | w rezerwie                                                          | Starosielle                                                         | Hornowo-Sołtys                                                      |
| placówki                                                            | Smolarnia                                                           | w rezerwie                                                          | Ostrów                                                              | Krownica                                                            |
| placówki                                                            | Ossowo                                                              | w rezerwie                                                          | Trawki                                                              | Lipowo                                                              |
| placówki                                                            | ziemianka                                                           | w rezerwie                                                          | Trościanica                                                         |                                                                     |
| placówki                                                            | Baszkówka                                                           | w rezerwie                                                          |                                                                     |                                                                     |
| placówki                                                            | Dworzec                                                             | w rezerwie                                                          |                                                                     |                                                                     |